# Bampton (Kumbria)
Bampton – wieś w Anglii, w Kumbrii, w dystrykcie (unitary authority) Westmorland and Furness. Leży 40 km na południe od miasta Carlisle i 382 km na północny zachód od Londynu. W 2001 miejscowość liczyła 283 mieszkańców.